# باشگاه فوتبال ریوکیو
باشگاه فوتبال ریوکیو ژاپنی: FC琉球 باشگاه فوتبالی در شهر استان اوکیناوا، ژاپن است که در جی‌لیگ ۲ بازی می‌کند. این باشگاه در سال ۲۰۰۳ میلادی پایه‌گذاری شده‌است.